# Remmius
Remmius is een geslacht van spinnen uit de  familie van de Sparassidae (jachtkrabspinnen).

## Soorten
- Remmius badius Roewer, 1961
- Remmius praecalvus Simon, 1910
- Remmius quadridentatus Simon, 1903
- Remmius vulpinus Simon, 1897
- Remmius vultuosus Simon, 1897